# Parti progressiste populaire
Le Parti progressiste populaire (People's Progressive Party) est un parti politique du Vanuatu.

## Historique
Il fut fondé en 2001 par Sato Kilman, commissaire de police et, à l'époque, député et vice-président du Parti progressiste mélanésien. Critiquant les acteurs de la vie politique du Vanuatu pour (selon lui) leur manque de volonté, leurs mauvaises décisions et (parfois) leur corruption, il estima qu'un nouveau parti était nécessaire. Il intégra des femmes et des jeunes dans les instances dirigeantes de son nouveau parti, qui établit un code de comportement pour ses candidats et ses élus, ainsi que des procédures de sanction pour veiller à ce que leur comportement soit exemplaire.
Le parti obtint trois députés aux élections de 2004, et un quatrième se joignit à eux en cours de législature. Le Parti progressiste populaire fut intégré au gouvernement de coalition du Premier ministre Ham Lini (du Parti national unifié). Kilman devint vice-Premier ministre et Ministre des Affaires étrangères, tandis que Dunstan Hilton devenait Ministre de la Jeunesse et des Sports. Malgré les mesures adoptées par le parti, toutefois, trois de ces quatre députés (Noel Tamata, Dunstan Hilton et Malon Hopsmander) furent accusés de fraude bancaire, seul Sato Kilman lui-même échappant à tout soupçon. Les trois hommes se virent suspendus du Parlement, et le parti fut exclu du gouvernement. Tamata et Hilton furent par la suite acquittés, mais Hopsmander fut reconnu coupable de complicité dans un acte de contrefaçon, et condamné à quinze mois de prison - ternissant l'image du parti qui se voulait irréprochable. Le parti obtint toutefois quatre députés aux élections de 2008 (Areiasuv David, Dunstan Hilton, Sato Kilman et James Ngwango). Sato Kilman fut nommé vice-Premier ministre et ministre du Commerce et de l'Industrie dans le gouvernement de coalition du Premier ministre Edward Natapei (Vanua'aku Pati), tandis que Dunstan Hilton retrouvait lui aussi un poste au gouvernement, devenant Ministre des affaires économiques autochtones.
Le 2 décembre 2010, le premier ministre Natapei fut destitué par une motion de censure au Parlement, et Kilman obtint le soutien d'une majorité de députés pour lui succéder. Il devint ainsi le premier représentant du Parti progressiste populaire à accéder à la tête du gouvernement.

## Programme
Les politiques prônées par le parti touchent au domaine économique, mais surtout à la réforme politique. Le parti a ainsi proposé des réformes détaillées des secteurs de l'agriculture, de la pêche, du tourisme et de l'industrie, afin de rendre l'économie plus efficace, tant sur le plan du commerce intérieur qu'international. Il souhaite une clarification des titres de propriété fonciers, consolidant la propriété coutumière et encourageant les propriétaires coutumiers à faire un usage productif de leurs terres ; il souhaite aussi éclaircir les règles régissant les baux de terres agricoles. Dans le domaine politique, il appelle à éclaircir et à garantir la séparation des pouvoirs, à autoriser la double citoyenneté (notamment afin d'« encourager l’établissement de maisons de retraite permettant aux riches de prendre leur retraite au Vanuatu »), à réduire le nombre de sièges au Parlement, tout en garantissant qu'au moins 10 % des sièges reviennent à des femmes, et à « revoir les procédures parlementaires afin d’atteindre une bonne gouvernance, l’équité sociale, la croissance économique et la stabilité politique ».

## Représentation au Parlement
| Élection | Sièges |
| -------- | ------ |
| 2002     | 1 / 52 |
| 2004     | 4 / 52 |
| 2008     | 4 / 52 |
| 2012     | 6 / 52 |
| 2016     | 1 / 52 |
| 2020     | 0 / 52 |